# Badiostes patagonicus
Badiostes patagonicus (Ameghino, 1894), unica specie del genere Badiostes, era un uccello dei Falconidi. Vissuto nel Miocene medio (circa 17-16 milioni di anni fa), i suoi resti fossili sono stati rinvenuti in Sudamerica.

## Descrizione e classificazione
Tutto quello che si conosce di questo animale è un osso del piede, il tarso-metatarso, inizialmente descritto da Florentino Ameghino come appartenente a uno strigiforme. L'osso proviene dalla zona di La Cueva, nella Provincia di Santa Cruz, in Argentina. Successive analisi, compiute da Alexander Wetmore (1922), Kálmán Lambrecht (1933), e Pierce Brodkorb (1964), hanno indicato che l'uccello doveva essere non uno strigiforme bensì un falconide; una visione accettata anche da revisioni più recenti. La specie si caratterizza per un tarso-metatarso robusto, simile a quello dei caracara e del falchetto alimacchiate. Dalla misurazione dell'unico fossile, infine, si suppone che le dimensioni del falconide estinto dovessero essere all'incirca il doppio di quelle del gheppio americano.